# Carlos Medrano
Pour les articles homonymes, voir Medrano.
 (septembre 2014).
Si vous disposez d'ouvrages ou d'articles de référence ou si vous connaissez des sites web de qualité traitant du thème abordé ici, merci de compléter l'article en donnant les références utiles à sa vérifiabilité et en les liant à la section « Notes et références ».
Carlos Domingo Medrano Lazcano, né le 16 avril 1934 à Coronel Suárez (Buenos Aires, Argentine), est un footballeur argentin qui jouait au poste de gardien de but.

## Biographie
Il commence sa carrière en 1953 avec le Sportivo Dock Sud. Il joue dans ce club jusqu'en 1956, année où il est transféré à l'Argentinos Juniors. Il joue avec Argentinos Juniors jusqu'en 1957. Il joue un temps au Club Atlético Tigre, puis il traverse l'océan Atlantique en 1959 pour jouer avec le FC Barcelone, où il reste jusqu'en 1960.
En 1961, il est recruté par River Plate. Il ne joue pas souvent en raison de la présence de grands gardiens comme Amadeo Raúl Carrizo et Rogelio Domínguez. En 1964, il est prêté à Rosario Central.
En 1967, il joue un temps en Colombie avec Deportes Quindío. Lors de sa première saison, il crée la sensation en arrêtant sept penaltys dont 2 lors du même match, le 4 juin 1967 face au Cúcuta Deportivo.
En 1970, Medrano quitte la Colombie pour rejoindre le football équatorien. En Équateur, il joue avec le Barcelona Sporting Club, Macará, Olmedo et finalement le Bonita Banana Fútbol Club, où il met un terme à sa carrière de joueur en 1973.